# 계축일기
계축일기는 조선 제14대 왕 선조의 계비(繼妃)인 인목왕후(仁穆王后)를 모시던 나인으로 추정되는 이가 지은 조선시대의 궁중수필이다. 
인목왕후 또는 그녀의 딸인 정명공주(貞明公主) 가 지었다는 견해도 있다. 하지만 광해군의 정치중 인목왕후 유폐와 영창대군 살해만 다루었을 뿐, 중립외교, 전란극복 등 업적들에 대한 언급이 없어서 광해군이나 북인에 대한 적대세력이 쓴 소설일 가능성도 있다.
《한중록》, 《인현왕후전》과 함께 3대 궁중문학의 하나로 《서궁록(西宮錄)》이라고도 한다. 광해군과 영창대군과의 왕위 계승을 둘러싼 싸움 및 영창대군 처형 사건을 중심으로, 인목왕후의 심경을 상세하고 실감있는 필치로 그려냈다. 궁중문학으로 소설문학의 발달에 기여했으며, 궁중비사를 그려 일반 백성과 후세의 사람들에게까지 그 내막을 알게끔 적어놓은 데에 역사적 가치가 있다. 또한 현대 작가의 표현 수법과 맞먹는 필치로 조선 중기의 궁정에서 전개되는 풍속과 생활상을 사실적으로 서술하였으며, 고대소설에 흔히 있는 한문 고사를 사용하지 않고 순한글로 썼다. 중후하고 아름다운 궁중어를 구사하여 각 인물과 사건을 그려 놓은 점 등에서도 그 가치가 높이 평가된다.